# Princesa (romanzo)
Princesa è un romanzo autobiografico di Fernanda Farias De Albuquerque scritto a quattro mani col coautore Maurizio Iannelli durante un comune periodo trascorso nel carcere di Rebibbia a Roma, pubblicato inizialmente da Sensibili alle foglie nel 1994 e poi nel 1997 da Marco Tropea Editore nella collana "EST".
A questa biografia si è ispirato Fabrizio De André per il testo della canzone Princesa dell'album Anime salve del 1996.
Dal romanzo è stato tratto anche un film omonimo del 2001, diretto da Enrique Goldman e interpretato da Cesare Bocci e Ingrid de Souza.